# Euthera illungnarra
Euthera illungnarra là một loài ruồi trong họ Tachinidae.